# Promenade de la Croisette

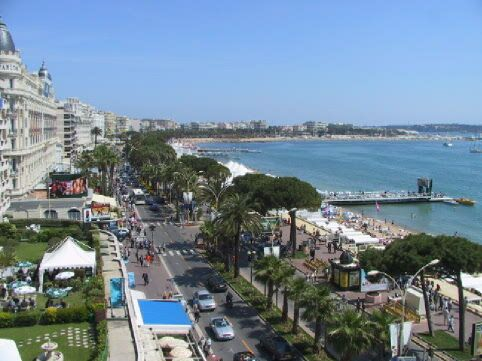
La Croisette

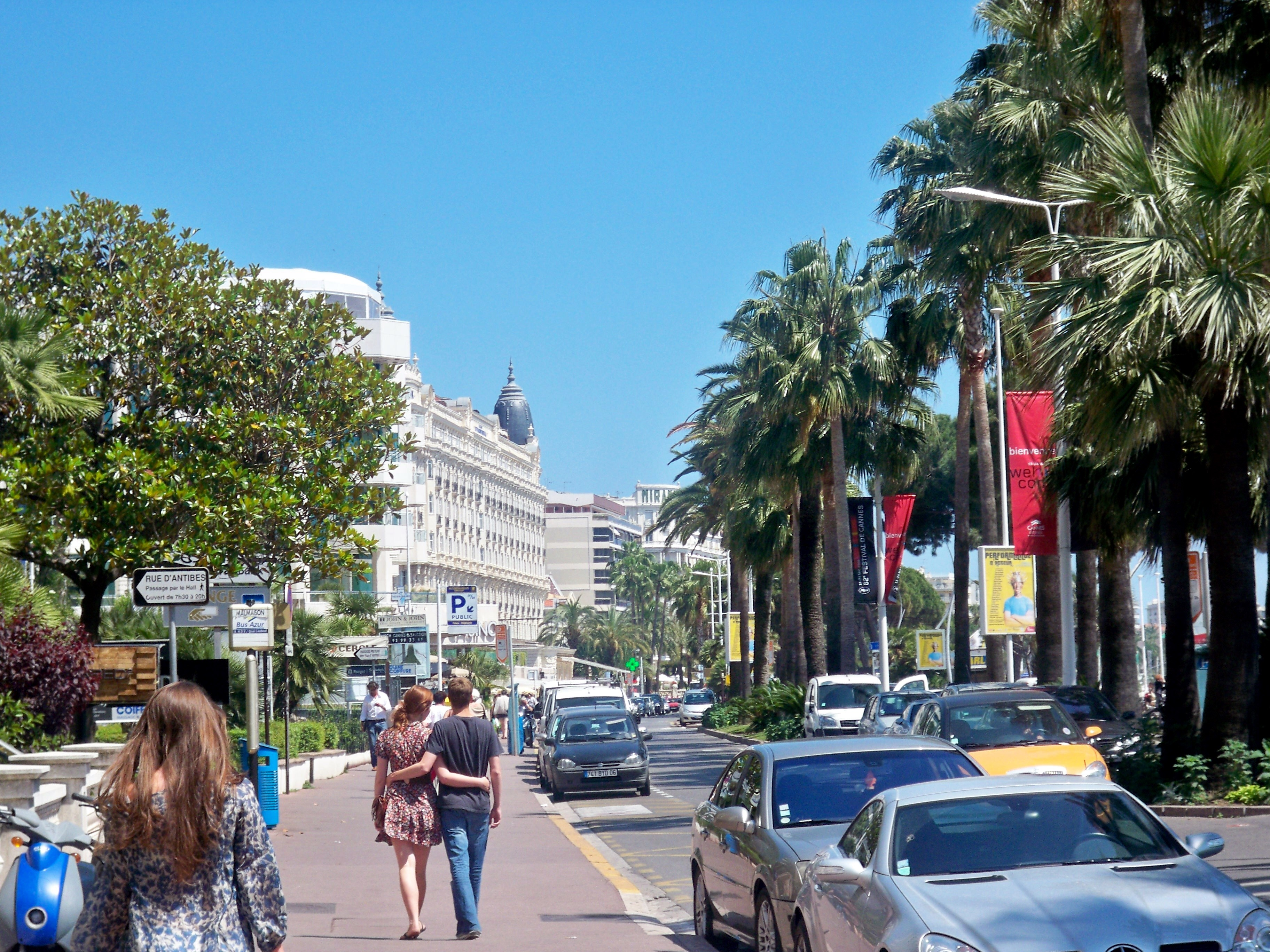
Promenade de la Croisette

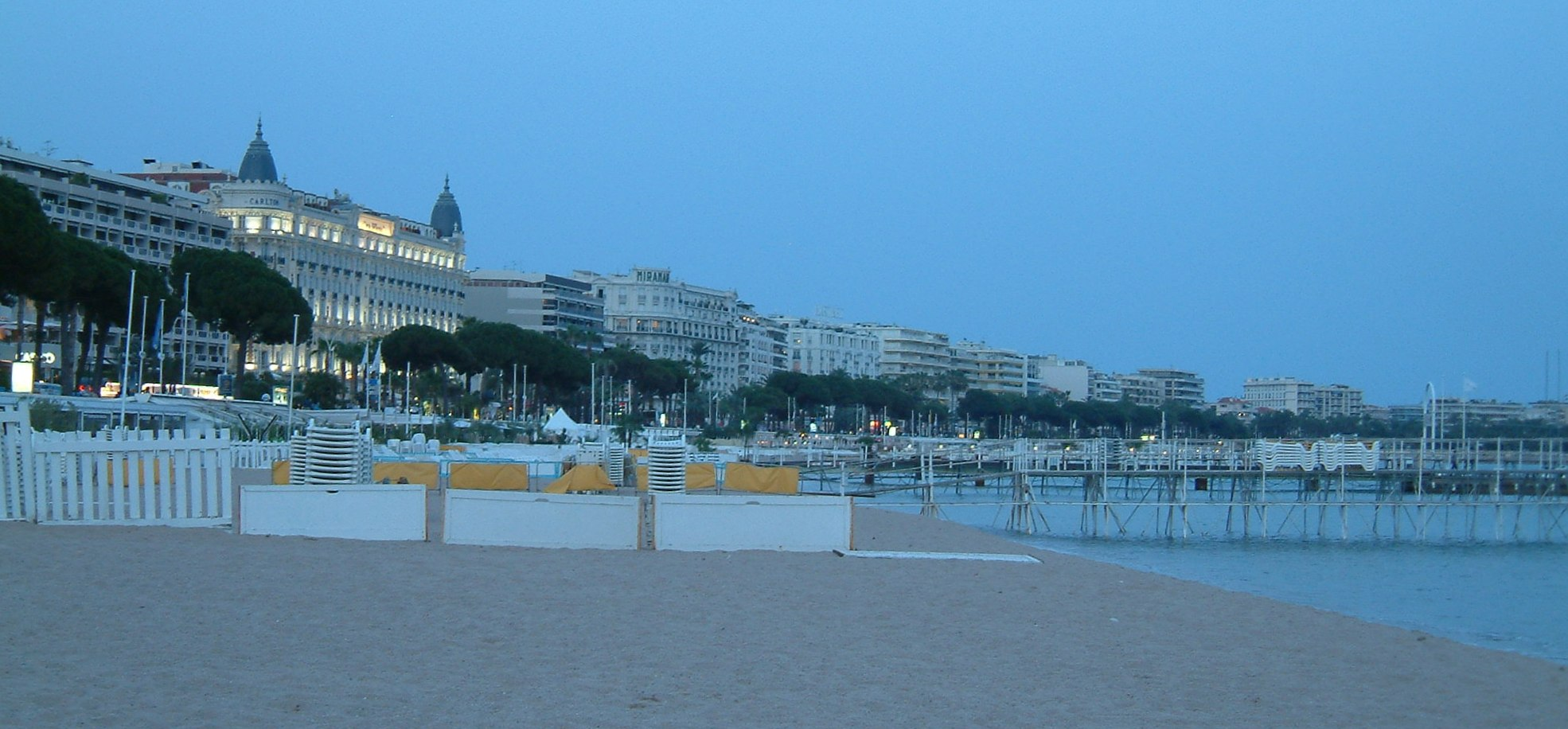
La Croisette, văzută de pe plajă

Promenade de la Croisette (sau Boulevard de la Croisette sau simplu La Croisette) este un bulevard important din Cannes (Franța). El se întinde de-a lungul țărmului Mării Mediterane și are o lungime de aproximativ 2 km. La Croisette este cunoscută pentru Palais des Festivals et des Congrès, unde are loc Festivalul de Film de la Cannes. De-a lungul bulevardului se află multe magazine scumpe, restaurante și hoteluri (cum ar fi Carlton, Majestic, JW Marriott Cannes, Chanel și Martinez). El urmează linia coastei orașului Cannes.
La Croisette se află pe lista patrimoniului cultural general al Franței .